# 烏蘇勒派
烏蘇勒派（阿拉伯語：الاصولية）是什葉派十二伊瑪目派當中的多數教派。他們與當今支持伊智提哈德（Ijtihad，根據法源而作出法律決定）的少數阿赫巴爾派（Akhbari）不同。烏蘇勒派傾向以論證來立法，並評估聖訓的可信性，過濾掉不可信的聖訓，在尋求和判斷行為是否符合伊斯蘭律例時一併考慮教法闡述人的意見。
自18世紀末阿赫巴爾派被嚴重摧毀以來，烏蘇勒派一直都是什葉派十二伊瑪目派的多數教派。

## 背景
烏蘇里派認為聖訓的可信性各異，因此須對這些聖訓作出審慎的分析以評核它們的可靠性。與此相對，阿赫巴爾派相信古蘭經和聖訓是唯一的法律來源，特別是什葉派認受的四聖書聖訓，他們認為這些來源是絕對可靠的，除此以外不能再作其他的制定和推論。
除了評估聖訓的可信性，烏蘇里派認為法學家的職責是要為法理應用（闡揚法理學）建立理智的準則。個別的法律可以由推論進一步延伸，不論古蘭經和聖訓裡有否明言，這是法學家賴以決定任何情況的方法。
在18世紀末，以穆罕默德·巴吉爾·貝赫巴哈尼（Muhammad Baqir Behbahani）為首的烏蘇里派挑戰阿赫巴爾派的支配地位，並「在卡爾巴拉和納傑夫徹底擊敗阿赫巴爾派」，故「當今只有少數什葉派阿訇仍屬於阿赫巴爾派」。

## 塔格利德
烏蘇里派的重要信條是塔格利德（imitation），意指在禮拜和個人事務上接受高階宗教權威的宗教裁決而毋須技術性論證。這些高階宗教權威是「仿傚對象」或「模範」，但他們的裁決也不是唯一的宗教知識來源，可被其他的「仿傚者」更正。為了確保塔格利德的活力，遵從已故「仿傚對象」的裁決是被禁止的。
一些認為古蘭經經文和聖訓有所不足的學者倡議引入塔格利德，他們認為阿訇不應只解釋古蘭經和聖行，還要「制定新的法則來響應新挑戰，發展什葉派的法律至新的方向」。根據塔格利德，仿效者具有向法學家繳稅的義務，有批評稱引入這套信條的背後目的是要增加伊斯蘭稅收。